# Emanuel von Tiesenhausen

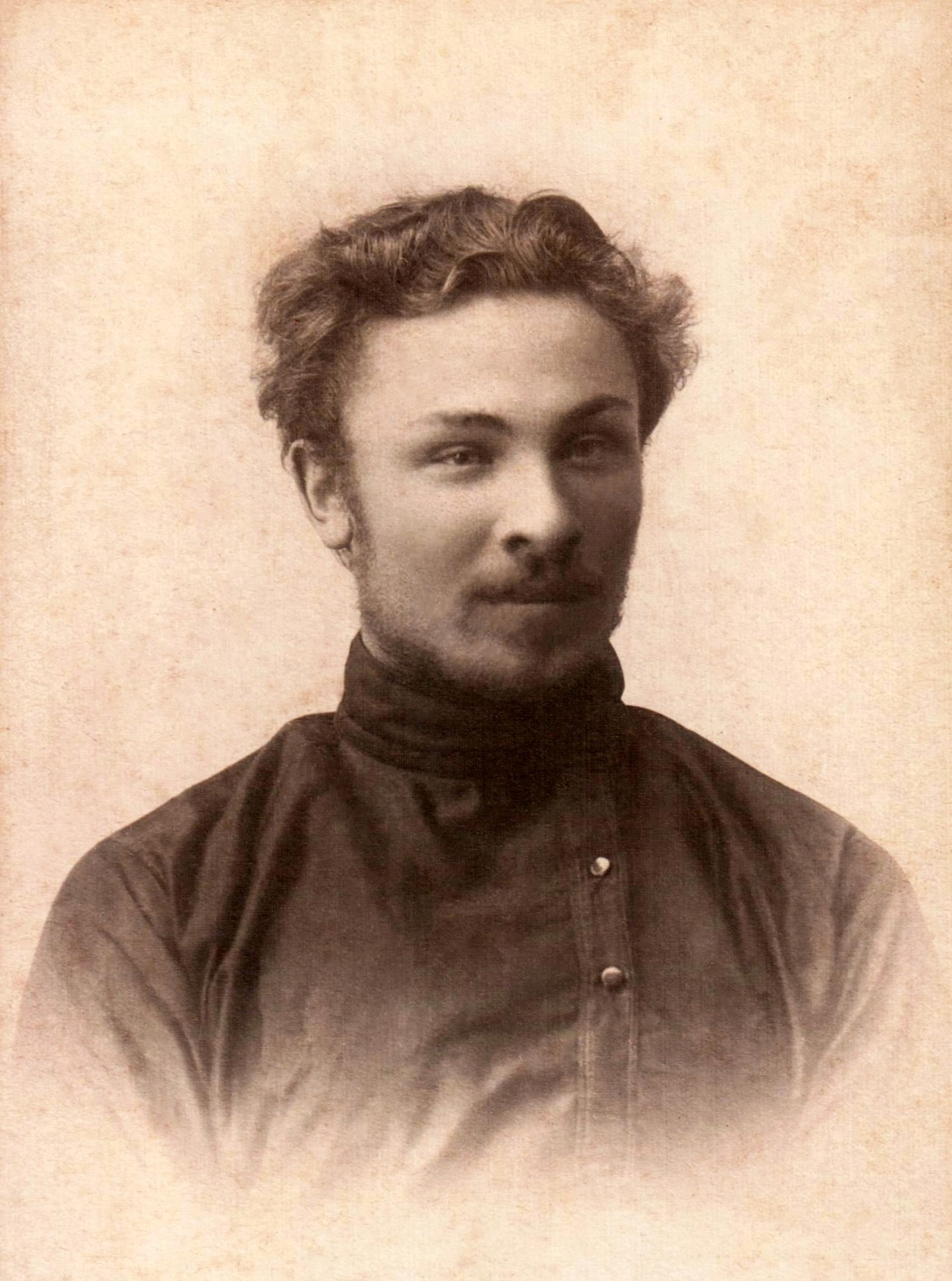
Emanuel von Tiesenhausen (1906)

Emanuel Pawlowitsch von Tiesenhausen (russisch Эммануил Павлович Тизенгаузен; * 16. Septemberjul. / 28. September 1881greg. in Tetrizqaro; † 20. Dezember 1940 in Leningrad) war ein russisch-sowjetischer Polarforscher und Forstwissenschaftler.

## Leben
Tiesenhausen stammte aus der alten deutsch-baltischen Adelsfamilie Tiesenhausen. Sein Vater Baron Paul Otto Friedrich von Tiesenhausen (1847–1906) diente im 14. Georgischen Grenadier-Regiment der Kaiserlich Russischen Armee und hatte Jelena Ljawdanska (1849–1908) geheiratet. Nach anfänglicher Erziehung zu Hause kam Tiesenhausen mit sieben Jahren in ein Internat, um als Zehnjähriger in das Tifliser Kadettenkorps aufgenommen zu werden. Als der Vater in das Gouvernement Smolensk versetzt wurde, kam Tiesenhausen in das Orjoler Bachtin-Kadettenkorps. 1899 trat er in die Alexander-Militärschule in Moskau ein. Wegen seiner ausgezeichneten Leistungen wurde er zum Leiter des Junior-Kurses ernannt, aber dann nach einem Aufstand in der Schule verhaftet und auf kaiserlichen Befehl degradiert. 1901 wurden  alle Degradierten begnadigt. Er verließ die Schule im Rang eines Leutnants und kam in das 4. Koporski-Infanterie-Regiment in Smolensk.
Tiesenhausen nahm am Russisch-Japanischen Krieg 1904–1905 teil. Nach Beginn der Russischen Revolution 1905 wurde Tiesenhausens Regiment im März 1906 wegen revolutionärer Tendenzen in die Reserve genommen, und im Juli des Jahres wurde Tiesenhausen aus der Reserve beurlaubt.
Darauf begann Tiesenhausen das Studium an  der Universität St. Petersburg, um bald zur Militärmedizinischen Akademie in St. Petersburg zu wechseln. Er trat in die Partei der Sozialrevolutionäre ein und beteiligte sich an der Organisation von Kampfgruppen und an der Propaganda in der Armee. 1908 wurde er nach einem Studentenstreik aus der Akademie ausgeschlossen.
Um auf dem Lande in Bauerndörfern arbeiten zu können, absolvierte Tiesenhausen die Landvermesser-Prüfung, worauf er Landvermesser im Gouvernement Twer wurde. Nach einem Jahr Arbeit wurde er in Moskau verhaftet und im März 1909 für zwei Jahre nach Onega verbannt. 1910 wurde er dort Förster.
Das Landwirtschaftsdepartement der Regierung lud 1911 Tiesenhausen ein, Nowaja Semlja und die Strömungen im Arktischen Ozean zu untersuchen. Er wurde Mitglied der Arktis-Expedition unter der Leitung  Wladimir Russanows, mit dem er seit seiner Zeit in Orjol und durch Antiregierungsaktivitäten bekannt war. Als Topograf umrundete er mit dem Kommando des Segel-Motor-Boots Poljarnana die Juschny-Insel Nowaja Semljas. Er vermaß die Küstenlinie, registrierte die meteorologischen Beobachtungen und stellte botanische und zoologische Sammlungen zusammen. Zurück in Archangelsk ordnete und bearbeitete er ein halbes Jahr lang die Materialien der Expedition. Wegen der Erkrankung seiner Frau konnte Tiesenhausen nicht an der nächsten Expedition Russanows teilnehmen, was ihm das Leben rettete, denn die Expedition verschwand 1913 spurlos im Arktischen Ozean.
In dieser Zeit war Tiesenhausen Förster von Petschora geworden. Im Auftrag der Gesellschaft zur Erforschung des Russischen Nordens verfasste er einen Bericht über die Region Petschora und die Notwendigkeit einer Prüfung des Flusses Ischma für eine Verbindung mit dem Uchta-Erdölgebiet. Im Auftrag des Ministeriums für Staatsbesitz erstellte er zwei Studien zur Biologie des Zobels und des Moorschneehuhns. Im Herbst 1913 wurde er nach Kem versetzt.
Zu Beginn des Ersten Weltkriegs wurde Tiesenhausen mobilisiert und kam in das Reserve-Bataillon des Kexholm-Leibgarde-Regiments. In Petrograd konnte er aufgrund seines bisherigen Studiums einen Einjahreskurs am Forst-Institut absolvieren. Während der Februarrevolution 1917 befand er sich an der Front im Gouvernement Bessarabien. Zusammen mit dem Regiment nahm er an der revolutionären Bewegung teil und wurde im April 1917 vom zentralen Exekutivkomitee des Sowjets der Arbeiter- und Soldaten-Deputierten zum Kommissar der rumänischen Front ernannt. Nach der Oktoberrevolution wurde er auf dem Front-Kongress zum Vorsitzenden des Militärrevolutionären Frontkomitees gewählt und blieb es bis Januar 1918.
Im Bürgerkrieg nahm Tiesenhausen an der weißen Bewegung im Norden mit dem Zentrum Archangelsk teil. In der 5. provisorischen Regierung des Nordens verwaltete er vom 14. bis 18. Februar 1920 die Abteilung für innere Angelegenheiten. Er wurde von karelischen Separatisten gefangen genommen, worauf Boris Sokolow das Amt übernahm (bis zur Evakuierung im Dezember 1920). Nach der Freilassung im März 1920 kehrte Tiesenhausen zu seiner Arbeit als Förster zurück. Bald wurde er nun von den Bolschewiki verhaftet. Erst durch Beschluss des Präsidiums des Allrussischen Zentralen Exekutivkomitees vom 1. Oktober 1920 kam Tiesenhausen frei und wurde Oberinspektor des Präsidiums des Forst-Hauptkomitees.
Als 1921 in der Berufsbildung-Hauptverwaltung ein Büro für Fragen des Forstbildungswesens gegründet wurde, war Tiesenhausen eines der drei Mitglieder des Büros unter Beibehaltung seiner bisherigen Stellung im wissenschaftlich-technischen Büro des Forst-Hauptkomitees. In Muromzewo in der Oblast Wladimir setzte er sich für die Eröffnung einer Forstbildungseinrichtung in dem verstaatlichten Schlossgut des Forstindustriellen Wladimir Chrapowizki ein. Unterstützt wurde Tiesenhausen von dem Forstwissenschaftler Wjatscheslaw Perechod. Am 25. November 1921 nahm das Forst- und Landwirtschaft-Technikum Muromzewo unter der Leitung Tiesenhausens seinen Betrieb auf. Er unterrichtete selbst Botanik und Dendrologie. Er hatte bereits früher viel an Sonntagsschulen und Arbeiterschulen und seit 1918 auch an staatlichen Schulen unterrichtet.

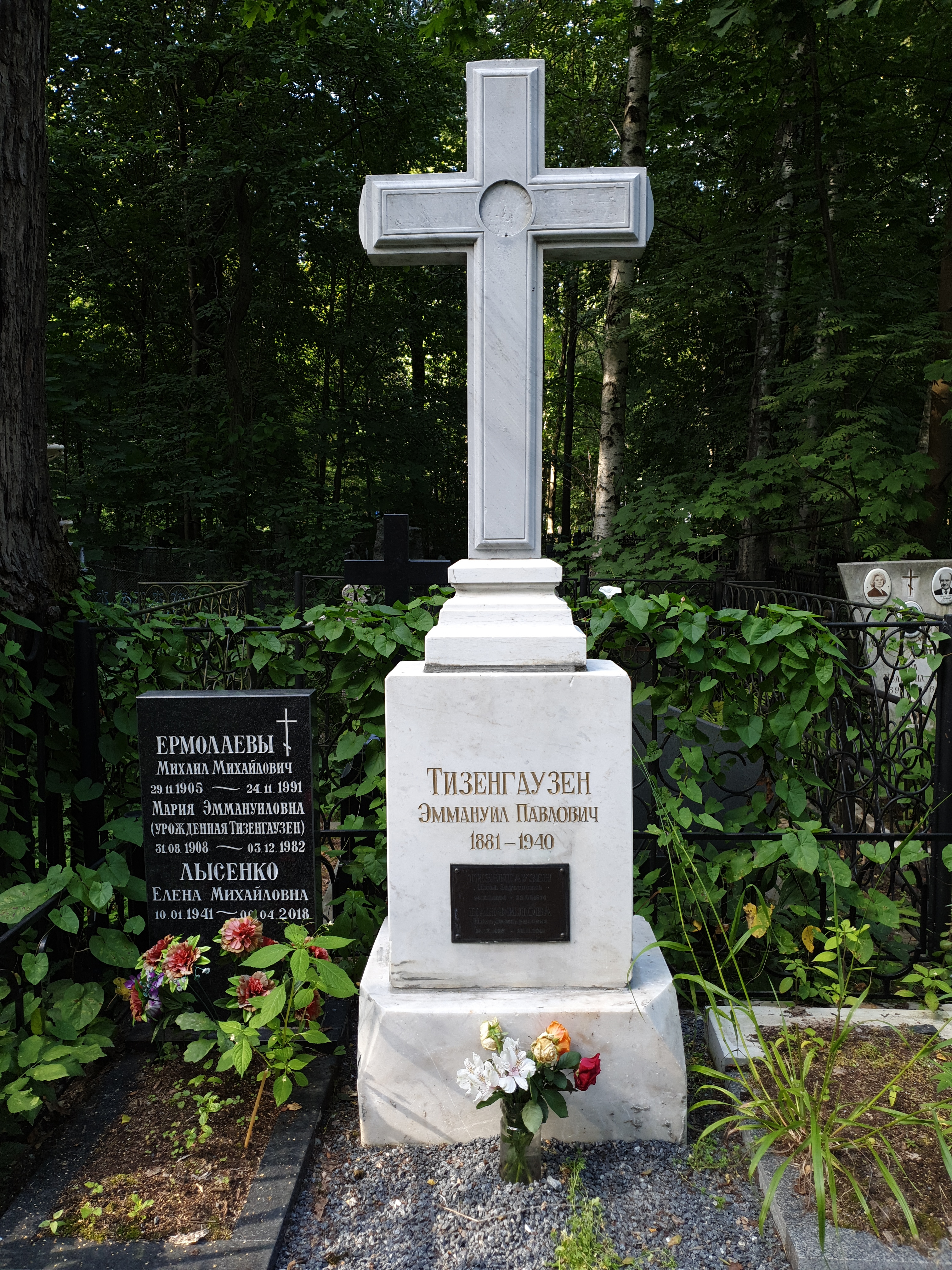
Tiesenhausens Grabstätte

Als 1824 die ersten Forstassistenten das Technikum Muromzewo verließen, übernahm Alexei Bystrow die Leitung des Technikums, während Tiesenhausen den wissenschaftlichen Teil leitete. Ab 1926 wurde das Lehrpersonal ausgetauscht. Tiesenhausen wurde freigestellt und kam nach Oranienbaum. Sein Nachfolger wurde das KPdSU-Mitglied Jewgeni Sudatschkow.
In Oranienbaum arbeitete Tiesenhausen im Forst-Technikum, das im Menschikow-Schloss untergebracht war. Als er wegen seiner adligen Herkunft nicht mehr lehren durfte, kehrte er zu seiner Expeditionstätigkeit zurück und führte botanische Untersuchungen an den Unterläufen von Petschora und Kama  durch.
Tiesenhausen hatte zwei Töchter und zwei Söhne. Marija Emmanuilowna Tiesenhausen (1908–1982) heiratete den Polarforscher Michail Jermolajew. Pawel Emmanuilowitsch Tiesenhausen (1910–1976) wurde wissenschaftlicher Vizedirektor des Zentralen Forschungs-, Projektierungs- und Konstruktionsinstituts für Mechanisierung und Energiewirtschaft der Forstindustrie.
Tiesenhausen starb in Leningrad nach einem Sturz auf dem Eis am 20. Dezember 1940 an einem Wundbrand und wurde auf dem Serafimowskoje-Friedhof begraben.
Tiesenhausens Namen trägt ein Kap im Südwesten der Juschny-Insel Nowaja Semljas an der Tschornaja Guba, dem Atomtestgelände der 1950er Jahre.

## Ehrungen
- Russischer Orden der Heiligen Anna IV. Klasse (November 1904), III. Klasse mit Schwertern und Schleife (September 1905), II. Klasse (März 1916)
- Sankt-Stanislaus-Orden III. Klasse mit Schwertern und Schleife (Februar 1905), II. Klasse mit Schwertern (November 1905)[1]